# Xanthocampoplex oneili
Xanthocampoplex oneili là một loài tò vò trong họ Ichneumonidae.